# Party of Special Things to Do
Party of Special Things to Do è una canzone di Captain Beefheart ed è stata reinterpretata e pubblicata come singolo in vinile dalla rock band statunitense The White Stripes. il singolo contiene anche altre due cover di Captain Beefheart, che è stato un catalizzatore nella creazione di canzoni per Jack White. Il singolo è stato pubblicato nel dicembre del 2000 in una edizione limitata di 1 300 copie, stampando un lato di colore rosso e l'altro di colore bianco.

## Tracce
1. Party of Special Things to Do
2. China Pig
3. Ashtray Heart